# Mauremys rivulata
La tartaruga palustre dei Balcani (Mauremys rivulata Valenciennes, 1833) è una specie di tartaruga della famiglia dei Geoemididi.

## Descrizione
Questa specie ricorda la tartaruga palustre mediterranea, ma ha una forma più allungata e testa più piccola. Inoltre il bordo della mascella è finemente seghettato, manca la macchia gialla dietro l'occhio e l'iride scura non è attraversata da una linea trasversale. Il collo è scuro con striature gialle: la stria superiore, al centro del collo, è sempre più larga delle strie che ne percorrono i lati. Gli arti sono di colore olivastro scuro e anch'essi più o meno distintamente striati. Carapace e piastrone sono rigidamente collegati da un ponte osseo completamente nero, quindi non mobili come nella tartaruga palustre europea. Il carapace, di forma allungata e solo leggermente bombata, è di colore marrone chiaro, marrone scuro o olivastro relativamente uniforme. La colorazione del dorso può però anche esibire notevoli variazioni a seconda dell'habitat (influenzata da minerali come depositi di zolfo, ossidi di ferro), inoltre il carapace degli esemplari giovani esibisce una reticolatura chiara e irregolare che scompare a poco a poco negli esemplari più vecchi. Gli scuti marginali sono ornati da macchie circolari indistinte di colore brunastro. Il piastrone è scuro, con l'eccezione di alcune suture chiare tra le piastre cornee.

## Distribuzione e habitat
La tartaruga palustre dei Balcani vive in habitat mediterranei caldi, nel sud della penisola balcanica (e anche su molte isole dell'Egeo), oltre che nel vicino Medio Oriente fino in Israele, ad altitudini fino a 500 m. Predilige specchi o corsi d'acqua a flusso lento ricchi di vegetazione, come per esempio ruscelli, fiumi, lagune d'acqua dolce o stagni con fondale fangoso. Si può però trovare anche in acque inquinate e nelle acque salmastre delle foci fluviali.

## Biologia
Questa specie diurna ama prendere il sole circondata da una buona distanza di sicurezza, in modo da tuffarsi in acqua e sotterrarsi nel fango in caso di pericolo. Anche in caso di prosciugamento dell'acqua, in estate, si sotterrano nel terreno oppure si spostano presso acque nuove. Se catturate, le tartarughe del genere Mauremys emettono secrezioni maleodoranti per spaventare i nemici. La loro dieta è basata, a seconda della stagione, su diversi alimenti vegetali o animali, per esempio piante acquatiche, alghe, fiori o frutti, ma anche insetti acquatici, gasteropodi e vermi. Gli accoppiamenti hanno luogo in primavera, mentre la deposizione delle uova avviene in genere nei mesi di giugno e luglio. Soprattutto nelle regioni meridionali si hanno due periodi di deposizione delle uova, in genere 4-12, che si schiudono dopo 3-4 mesi.

## Conservazione
È stata importata in modo più o meno illegale (come animale d'affezione o per utilizzo gastronomico) in diversi paesi europei. In Italia, dove è stata rilasciata inopportunamente in alcune località settentrionali è inserita negli elenchi delle specie di cui è vietato l'allevamento e la detenzione (Legge 150/1993) per motivi di sicurezza sanitaria. Le popolazioni in Turchia sono minacciate dall'utilizzo dei pesticidi agricoli e dall'alterazione dell'habitat legata allo sviluppo del turismo. In Grecia ci sono state una serie di estinzioni e declini delle popolazioni insulari legati alla distruzione degli habitat d'acqua dolce (ad esempio, Poros). La competizione con l'introdotta Trachemys scripta è una possibile minaccia in alcune parti del suo areale (ad esempio, Creta).